# Civil Polis
Civil Polis är en svensk musikgrupp från Stockholm. Gruppen är knuten till det oberoende skivbolaget Dream On och har uppmärksammats för sin blandning av musik och performance, liksom för sin kritik av etablerade streamingtjänster.

## Historia
Civil Polis släppte under 2023–2024 två ep-skivor: Myndigheten för psykologiskt försvar och Stockholms artärer. Gästmedverkande i produktionen inkluderar poeten Elis Monteverde Burrau, hiphopgruppen Infinite Mass, musikern Anders F Rönnblom och en gestalt kallad ”Freddie Wadlings spöke”. Dokumentärfilmaren Tom Alandh medverkade på låten "Gagg".
Gruppen har beskrivit sig som ett löst kollektiv och har uppgett att de kan ha hundratals medlemmar – bland annat genom att påstå sig bestå av 200 personer.

## Streamingplattform
Inför albumdebuten 2025 lanserade bandet en egen streamingplattform, benämnd civilpolis.org:4533 och CIVIL RADIO, där deras musik distribueras exklusivt. Albumet En man utan referenser släpptes endast via plattformen och som fysisk utgåva, vilket uppmärksammades som en protest mot etablerade musikplattformar som Spotify.

## Performance och evenemang
Utöver studiosläpp har bandet genomfört flera experimentella evenemang. I februari 2025 drev de en ”musikfabrik” i källaren på Spice Garden där över 60 personer deltog i inspelningen av ett livealbum. I maj samma år arrangerade de en helg på Sofia Common där bandet spelade in, brände och sålde en skiva på plats — inspelningen raderades efter kvällen. Den 6 juni 2025 iscensattes projektet Civil Stat, en tillfällig ”autonom stat” med konserter, poesi, panelsamtal och performance i samband med Sveriges nationaldag.
Bandet har också spelat på festivaler som Way Out West i Göteborg, Storsjöyran i Östersund och By:Larm i Oslo.

## Musikstil
Bandet beskriver sin musik som postprogg, men den har också kallats glitchrock, iMac-punk och konstpop. En karakteristisk metod är omfattande sampling och genreblandning, där elektroniska fragment kombineras med influenser från punk och elektronisk pop.

## Mottagande
Enligt Kritiker.se fick En man utan referenser (2025) ett genomsnittligt kritikerbetyg på **4,3 av 5**.
- Svenska Dagbladet tolkade lanseringen som en markering mot kommersialiseringen av musik, och Andres Lokko kallade En man utan referenser för ”årets viktigaste svenska popalbum”.[2]
- Kult Magasin beskrev albumet som ett ”fullfjädrat konceptalbum” och ”banbrytande musikaliska experiment”, och framhöll låten Skör tråd som ”ett av den svenska musikhistoriens vackraste ögonblick”.[16] I en liverecension skrev Tora Andersson att bandets originella sound kan fylla det tomrum Ebba Grön lämnat efter sig.[17]
- Dagens Nyheter gav 4/5 och kallade albumet en kollektiv manifestation av motstånd.[1]
- Tidens Larm beskrev musiken som ”gränslöst vacker och innerligt stökig”.[18]
- Arbetet betonade den alternativa streamingplattformen som en kritisk hållning mot kommersiell distribution.[3]
- Sveriges Radio P3 uppmärksammade albumet i flera program, bland annat av Matilda Berggren (3 juni 2025) och Navid Bavey (2 juni 2025), där bandets hållning till distribution och streaming diskuterades.[19][20]
- Aftonbladet listade "Tjuven" (feat. Infinite Mass) som en av årets bästa låtar 2024.[21]

## Diskografi
Studioalbum
- En man utan referenser (2025)[15]

EP-skivor
- Myndigheten för psykologiskt försvar (2024)[4][5][6]
- Stockholms artärer (2024)[4]

Livealbum
- Live at Spice Bar (2025)[5]